# Ray Abruzzo
Ray Abruzzo (Queens, New York, 12 augustus 1954) is een Italiaans-Amerikaans acteur vooral bekend door zijn televisiewerk.
Hij speelde in: Dynasty (als rechercheur John Zorelli), The Practice (als detective Michael McGuire) en The Sopranos (als "Little" Carmine Lupertazzi).
Verder speelde hij mee in de series: Falcon Crest, Murder She Wrote, L.A. Law als Anthony Gianelli,House, M.D., Night Court als Tony Giuliano, New York Police, Lois and Clark als detective Wolve, Law & Order, The Nanny, Boston Legal en CSI: New York.

## Film
In 2003 eindelijk een filmrol in House of Sand and Fog als Frank.
Verder speelde hij in The death of Socrates in 2010.
In 2011 speelt hij in de film Snatched als Bernie en gaat hij spelen in de film The Last Gamble.